# Аценокумарол
Аценокумарол (англ. Acenocoumarol, лат. Acenocoumarolum) — синтетичний препарат з групи непрямих антикоагулянтів, який застосовується перорально. Натепер застосування препарату обмежене у зв'язку із здатністю аценокумаролу накопичуватися в організмі та, внаслідок цього, неповним контролем за концентрацією препарату в організмі людини.

## Фармакологічні властивості
Аценокумарол — синтетичний препарат, що відноситься до непрямих антикоагулянтів та є похідним кумарину. Механізм дії препарату полягає у блокуванні дії вітаміну К шляхом інгібування дії ферменту епоксид редуктази, та, у результаті цього, гальмування синтезу факторів згортання крові II, VII, IX і X, а також двох антикоагулянтних білків (протеїнів С та S), що призводить до зменшення швидкості синтезу вищеперерахованих факторів згортання крові та зниження їх біологічної активності. Аценокумарол є рацемічною сумішшю двох оптично активних ізомерів — R- та S-форми. Препарат має здатність накопичуватися в організмі, що створює додаткові труднощі для контролю за ефективністю його застосування, у зв'язку із чим застосування препарату натепер обмежене.

### Фармакокінетика
Аценокумарол швидко та повністю всмоктується після перорального застосування. Максимальна концентрація препарату у крові досягається протягом 1—8 годин після прийому препарату, а максимальна дія препарату спостерігається за 1—2 доби після прийому. Аценокумарол майже повністю (на 99 %) зв'язується з білками плазми крові. Препарат створює високі концентрації у більшості тканин організму та може накопичуватися в органах, має здатність проходити через плацентарний бар'єр, виділяється в грудне молоко. Аценокумарол метаболізується у печінці. Виводиться препарат із організму з сечею переважно у вигляді метаболітів. Період напіввиведення аценокумаролу становить 8—11 годин, тривалість дії препарату становить 2—4 доби після відміни.

## Показання до застосування
Аценокумарол застосовується для лікування і профілактики тромбозів глибоких вен і тромбоемболії легеневої артерії, для вторинної профілактики інфаркту міокарду і профілактики тромбоемболічних ускладнень після інфаркту міокарду, для вторинної профілактики тромбоемболій у післяопераційних хворих.

## Побічна дія
При застосуванні аценокумаролу спостерігаються наступні побічні ефекти:
- Алергічні реакції та з боку шкірних покривів — висипання на шкірі, алопеція, гарячка, некрози шкіри, геморрагії на шкірі та слизових оболонках.
- З боку нервової системи — головний біль, геморагічний інсульт.
- З боку травної системи — нудота, діарея.
- З боку системи крові та серцево-судинної системи — кровотечі та крововиливи у шкіру, м'язи та паренхіматозні органи.
- Зміни в лабораторних аналізах — агранулоцитоз, еритробластопенія, анемія, тромбоцитопенія, еозинофілія.

## Протипокази
Аценокумарол протипоказаний при підвищеній чутливості до препарату; гострій кровотечі; схильності до кровотеч; важкій печінковій недостатності; важкій артеріальній гіпертензії; при недавньому внутрішньочерепному крововиливі; при стані здоров'я, що зумовлює внутрішньочерепний крововилив (наприклад, аневризма мозкових артерій); важких політравмах; люмбальній пункції; наявних або планових операціях на центральній нервовій системі або очах; злоякісних пухлинах; перикардиті.

## Форми випуску
Аценокумарол випускається у вигляді таблеток по 0,002 г.